# Країна. Історія українських земель
Проєкт «Країна» — цикл анімованих навчально-освітніх документальних фільмів, присвячених історії України.
Був підготовлений телеканалом «Інтер» до 15-ї річниці Незалежності України.
Складається із 13 фільмів про різні регіони, міста України, важливі події та знакові історичні постаті від часів Київської Русі. Загалом було випущено 183 серії. Тривалість кожної серії становить близько 25—70 хвилин.
Поглибленим та більш деталізованим наступником цього циклу став проєкт «Історія України — 100 серій».

## Фільми[1]
- Київ
- Волинь
- Німецько-радянська війна (25 серій)
  - План Барбаросса
  - Вторгнення. Перші дні війни
  - 1941. «Перший» рік війни
  - Оборона Одеси
  - Блокада Ленінграда
  - Оборона Севастополя
- Крим
- Центральна Україна
- Південна Україна
- Чернігів
- Донбас
- Слобожанщина
- Козаки
- Львів (25 серій)
- Одеса (14 серій)
- Галицько-Волинське князівство

## Російське одноголосе закадрове озвучення
Серіал було озвучено російським одноголосим закадровим озвученням. Текст читає: Володимир Терещук.